# Sofija Wlassowa
Sofija Serhijiwna Wlassowa (ukrainisch Софія Сергіївна Власова, wiss. Transliteration Sofija Serhiïvna Vlasova; * 10. Oktober 1991 in Kiew) ist eine ehemalige ukrainische Shorttrackerin.

## Werdegang
Wlassowa trat international erstmals bei den Juniorenweltmeisterschaften 2007 in Mladá Boleslav in Erscheinung, wobei sie den 56. Platz im Mehrkampf und den 15. Platz mit der Staffel errang. In den folgenden Jahren kam sie bei den Juniorenweltmeisterschaften 2008 in Bozen auf den 36. Platz im Mehrkampf und bei den Europameisterschaften 2008 in Ventspils sowie bei den Europameisterschaften 2009 in Turin jeweils auf den 30. Platz im Mehrkampf. In der Saison 2009/10 belegte sie bei den Weltmeisterschaften 2010 in Sofia den 37. Platz im Mehrkampf und bei den Europameisterschaften 2010 in Dresden den 28. Rang im Mehrkampf. Nach Platz 21 im Mehrkampf bei den Europameisterschaften 2011 in Heerenveen zu Beginn der Saison 2010/11, erreichte sie in Moskau mit dem 21. Platz über 1000 m ihre beste Platzierung im Weltcupeinzel. Bei den folgenden Juniorenweltmeisterschaften in Courmayeur errang sie den 27. Platz im Mehrkampf und bei den Weltmeisterschaften 2011 in Sheffield den 34. Platz im Mehrkampf. In den folgenden Jahren belegte sie bei den Europameisterschaften 2012 in Mladá Boleslav erneut den 21. Platz im Mehrkampf, bei den Weltmeisterschaften 2012 in Shanghai den 34. Rang im Mehrkampf, bei den Europameisterschaften 2013 in Malmö den 19. Platz im Mehrkampf und bei den Weltmeisterschaften 2013 in Budapest den 40. Rang im Mehrkampf. In der Saison 2013/14 lief sie bei den Europameisterschaften 2014 in Dresden auf den 26. Platz im Mehrkampf sowie auf den neunten Rang mit der Staffel und in Sotschi bei ihrer einzigen Teilnahme an Olympischen Winterspielen den 26. Platz über 1000 m. Zudem nahm sie bei der Winter-Universiade 2013 in Trentino an drei Läufen teil. 
In ihrer letzten aktiven Saison 2014/15 belegte Wlassowa bei den Europameisterschaften 2015 in Dordrecht den 31. Platz im Mehrkampf sowie den siebten Rang mit der Staffel und bei den Weltmeisterschaften 2015 in Moskau den 38. Platz im Mehrkampf. Außerdem absolvierte sie im Februar 2015 in Dresden ihren letzten Weltcup, welchen sie auf dem 36. Platz über 500 m beendete und startete bei der Winter-Universiade 2015 in Granada bei drei Läufen. Ihr bestes Ergebnis dort war der 20. Platz über 1500 m.

## Erfolge

### Olympische Spiele
- 2014 Sotschi: 26. Platz 1000 m

### Shorttrack-Weltmeisterschaften
- 2010 Sofia: 32. Platz 1500 m, 35. Platz 500 m, 37. Platz 1000 m, 37. Platz Mehrkampf
- 2011 Sheffield: 30. Platz 500 m, 31. Platz 1000 m, 34. Platz Mehrkampf, 38. Platz 1500 m
- 2012 Shanghai: 21. Platz 500 m, 34. Platz Mehrkampf, 36. Platz 1000 m, 38. Platz 1500 m
- 2013 Budapest: 36. Platz 1500 m, 38. Platz 500 m, 40. Platz Mehrkampf, 40. Platz 1000 m
- 2015 Moskau: 32. Platz 500 m, 36. Platz 1000 m, 38. Platz Mehrkampf, 39. Platz 1500 m

### Europameisterschaften
- 2008 Ventspils: 30. Platz Mehrkampf
- 2009 Turin: 30. Platz Mehrkampf
- 2010 Dresden: 28. Platz Mehrkampf
- 2011 Heerenveen: 21. Platz Mehrkampf
- 2012 Mladá Boleslav: 21. Platz Mehrkampf
- 2013 Malmö: 19. Platz Mehrkampf
- 2014 Dresden: 9. Platz Staffel, 26. Platz Mehrkampf
- 2015 Dordrecht: 7. Platz Staffel, 31. Platz Mehrkampf

## Persönliche Bestleistungen
| Disziplin | Zeit         | Datum             | Ort       |
| --------- | ------------ | ----------------- | --------- |
| 500 m     | 45,442 s     | 19. Januar 2013   | Malmö     |
| 1000 m    | 1:32,495 min | 18. Februar 2014  | Sotschi   |
| 1500 m    | 2:26,190 min | 19. Oktober 2012  | Calgary   |
| 3000 m    | 5:35,258 min | 23. November 2014 | Białystok |